# Lago Artillery
O lago Artillery (traduzível para a língua portuguesa como lago Artilharia é um lago de água doce localizado nos Territórios do Noroeste, no Canadá.

## Descrição
Este lago que apresenta um comprimento de 75 km, encontra-se, geologicamente falando nas proximidades do rio Lockhart que flui de oeste a 30 km do extremo sul do lago para a baía de McLeod escoando o Grande Lago do Escravo.  
Este lago apresenta uma área de 535 km² de superfície somente de água e de 551 km² se for considerada uma ilha aqui existente. A bacia de drenagem do lago abrange 26600 km².